# Stéphane Augé

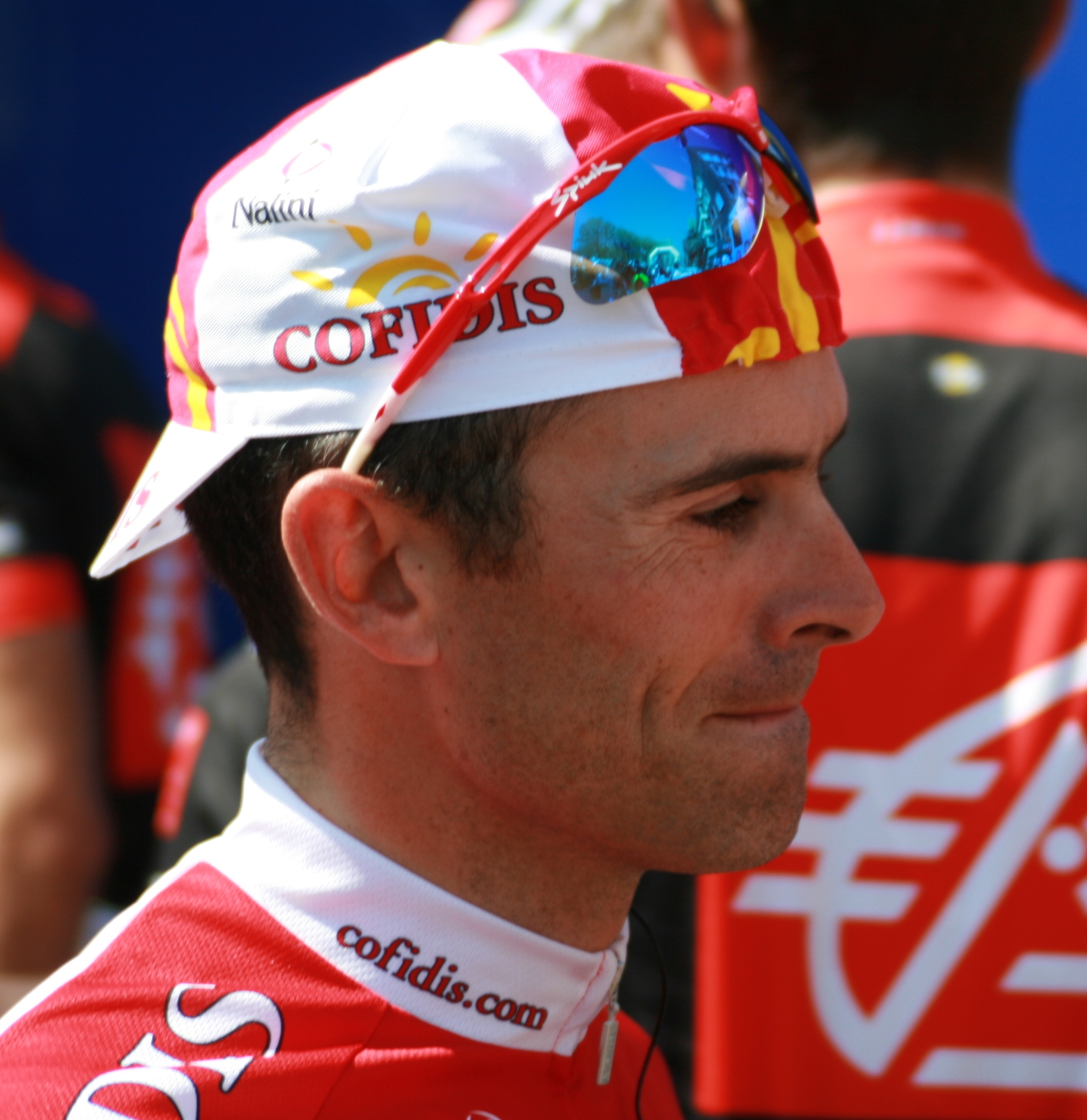
Stéphane Augé (2008)

Stéphane Augé (* 6. Dezember 1974 in Pau, Frankreich) ist ein ehemaliger französischer Radrennfahrer und jetziger Sportlicher Leiter.

## Karriere
Augé war seit 2000 Profi. Er begann seine Laufbahn beim Team Festina, wechselte 2002 zu Jean Delatour und ging 2003 zu Crédit Agricole. Seit 2005 fuhr er für das Team Cofidis.
Augé errang jeweils einen Etappensieg bei der Deutschland Tour 2002 und der Tour du Poitou-Charentes 2000 sowie 2006 bei der Polen-Rundfahrt und der Tour du Limousin.
An der Tour de France nahm Augé acht Mal teil, (2002, 2003, 2005, 2006, 2007, 2008, 2009 und 2010). Beim Tour-Debüt erreichte er seine beste Platzierung im Gesamtklassement (Rang 115). 2007 trug er zwei Etappen lang das Gepunktete Trikot und bekam einmal die Rote Rückennummer für den kämpferischsten Fahrer. Am 5. September 2008 gewann er die siebte Etappe der Deutschlandtour über 214 Kilometer von Neuss nach Georgsmarienhütte.
Ende der Saison 2010 beendete Stéphane Augé seine Karriere als aktiver Berufsradfahrer und wechselte in die sportliche Leitung von Cofidis. (Stand 2013)

## Erfolge
2000
eine Etappe Tour du Poitou-Charentes
2002
6. Etappe Deutschland Tour
2006
3. Etappe Tour du Limousin
5. Etappe Polen-Rundfahrt
2007
 1. Etappe Tour der France
2008
Gesamtwertung und 1. Etappe Vier Tage von Dünkirchen
7. Etappe Deutschland Tour
2010
 11. Etappe Tour der France

## Teams
- 1998 Gan (Stagiaire)

- 2000–2001 Festina
- 2002 Jean Delatour
- 2003–2004 Crédit Agricole
- 2005–2010 Cofidis